# 10459 Vladichaika
10459 Vladichaika eller 1978 SJ5 är en asteroid i huvudbältet som upptäcktes den 27 september 1978 av den ryska astronomen Ljudmila Tjernych vid Krims astrofysiska observatorium på Krim. Den är uppkallad efter Vladimir D. Chaika.